# Alfred C. Haddon

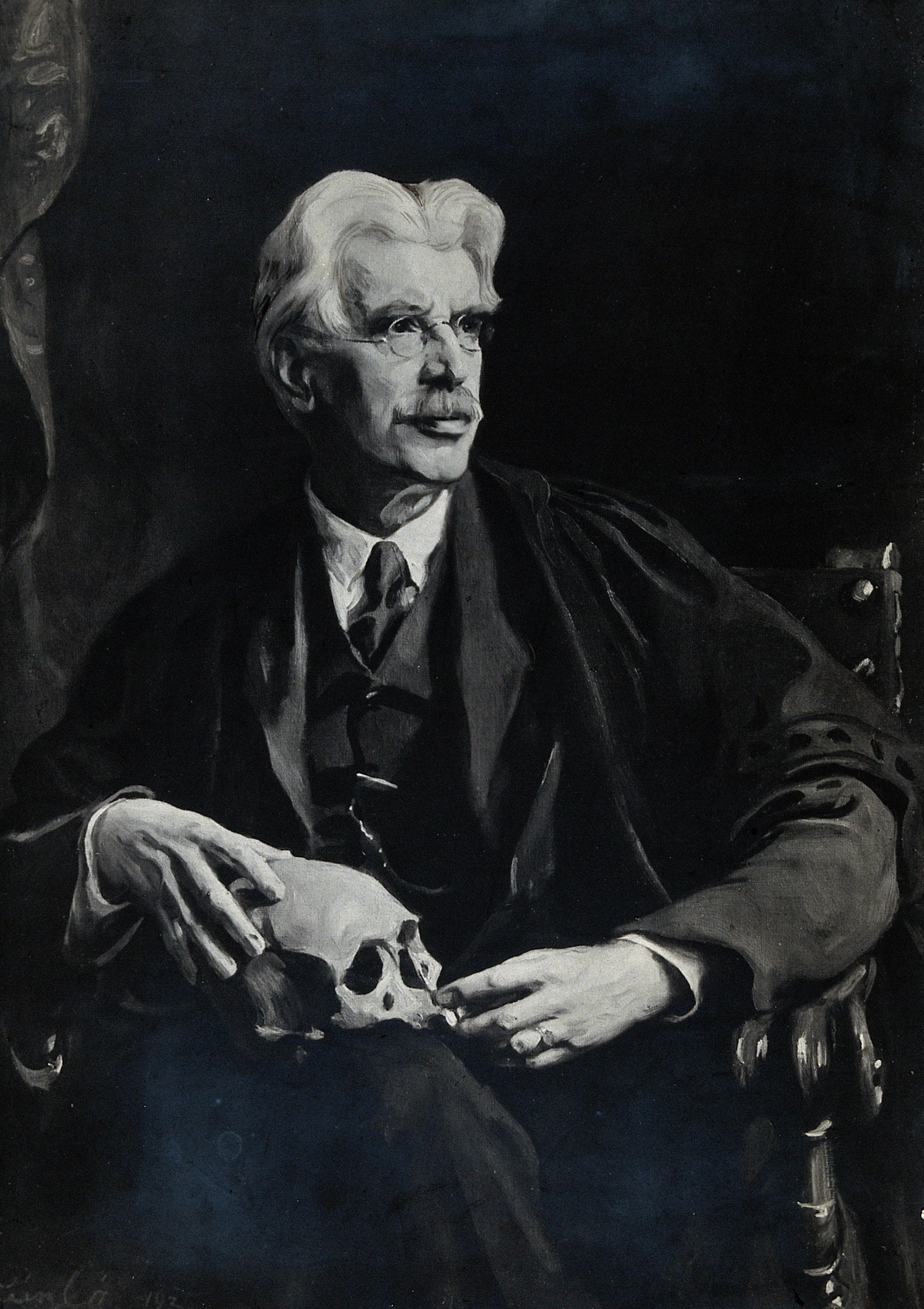
Alfred C. Haddon

Alfred Cort Haddon (* 24. Mai 1855 in London; † 20. April 1940 in Cambridge) war ein britischer Anthropologe und Zoologe.

## Leben und Werk
Alfred Haddon arbeitete ab 1888 als Zoologe an der Erforschung der Korallenriffe in der Torresstraße. Dabei lernte er die Ureinwohner der Inselwelt kennen und war fasziniert von ihrer kulturellen Tradition und ihren mündlichen Überlieferungen. Nach seiner Rückkehr nach England widmete er sich erneut dem Studium und schloss 1897 das Fach Anthropologie mit einem Doktorgrad an der Universität Cambridge ab.
Er leitete von 1898 bis 1899 die Cambridge Anthropological Expedition to the Torres Straits, eine ethnographische Expedition zu den Bewohnern der Inseln in der Torresstraße. Die Ergebnisse dieser Expedition, die er zusammen mit verschiedenen Fachleuten der Universität Cambridge durchgeführt hatte, deren wissenschaftliche Ergebnisse er später veröffentlichte. Während der Expedition kam er erstmals in Kontakt mit sogenannten Naturvölkern, deren Leben er in der Folge zu studieren begann.
Von 1880 bis 1910 war er Professor in Dublin. Er kehrte an das Christ’s College (Cambridge) in Cambridge zurück, wo er Student gewesen war und gründete erfolgreich eine eigene Schule der Anthropologie. 1895 veröffentlichte Haddon das Werk Evolution in Art, as illustrated by the Life-Histories of Designs. In dem argumentiert er, dass der Konservatismus primitiver Künstler und dessen Ablehnung größerer Abweichungen von der traditionellen Form sich nur durch stufenweise Neuerungen Veränderung herbeiführen lassen. Die Herkunft spezieller Formen wurde durch die Rückverfolgung an verschiedenen, leicht variierenden Objekten in einer zeitlichen Linie untersucht.
Von 1909 bis 1926 war er Professor in Cambridge. Themenschwerpunkt seiner Arbeit war die „Rassengliederung“ des Menschen. Sein dortiges Wirken wird mit der Widmung der Haddon Library erinnert.
Haddons Werk war von Einfluss auf die Entwicklung der britischen Sozialanthropologie. Ihm zu Ehren benannt ist die Haddon Bay, eine Bucht in der Antarktis.

## Schriften
- Polyplacophora. In: Report on the Scientific Results of the Voyage of H.M.S. Challenger during the Years 1873 – 76
- The decorative art of British New Guinea. A study in Papuan ethnography. Academy House, Dublin 1894 (Cunningham Memoirs / Royal Irish Academy; 10)
- The Study of Man. John Murray, 1898
- Head-Hunters. Black, White, and Brown. 1901
- The races of man and their distribution. Milner & company limited, 1909
- mit A. Hingston Quiggin: History of anthropology. London, Watts & Co., 1910
- The Wanderings of Peoples. London Cambridge at the University 1911
- mit Julian Huxley: We Europeans. a survey of 'racial' problems. Cape 1935
- Appendix on the physical characters of the races of Borneo. In: Charles Hose und William McDougall: The Pagan tribes of Borneo. A description of their physical, moral and intellectual condition with some discussion of their ethnic relations. London 1912
- (Hrsg.) Reports of the Cambridge Anthropological Expedition to Torres Straits. 6 Bände. 1901–1935 Übersicht
  - Band 1: General Ethnography (1935)
  - Band 2: Hearing, smell, taste, cutaneous sensations, muscular sense, variations of blood-pressure, reaction-times (1903)
  - Band 3: Linguistics (1907)
  - Band 4: Arts and Crafts (1912)
  - Band 5: Sociology, magic and religion of the Western Islanders (1904)
  - Band 6: Sociology, magic and religion of the Eastern Islanders (1908)